# Abbeville (Alabama)
Abbeville ist eine City und Sitz der Countyverwaltung (County Seat) im Henry County im US-Bundesstaat Alabama. Das U.S. Census Bureau hat bei der Volkszählung 2020 eine Einwohnerzahl von 2.358 ermittelt.

## Geographie
Abbeville liegt im Südosten von Alabama, im nördlichen Teil des Countys, ist im Osten etwa 22 km von Georgia entfernt, im Süden etwa 40 km von Eufaula.

## Geschichte
Abbeville ist eine der ältesten Siedlungen im Gebiet der heutigen Südstaaten. Benannt ist die Stadt nach „Abbe“, einem einheimischen Indianer vom Stamm der Muskogee. Der Name beinhaltet das Wort für Blüten-Hartriegel. 1819, als das Gebiet noch zum Alabama-Territorium gehörte, wurde eine Poststation eingerichtet. 1833 wurde die Siedlung zum County Seat. Ab 1893 war die Stadt durch die Abbeville Southern Railway an das Eisenbahnnetz angeschlossen.
1944 wurde die Afroamerikanerin Recy Taylor von einer Gruppe sechs weißer Männer vergewaltigt. Obwohl die Männer das Verbrechen zugaben, weigerten sich zwei Jurys sie dafür zu verurteilen. Der Fall erregte Aufmerksamkeit und wird als ein Mitauslöser für die Bürgerrechtsbewegung angesehen.
Drei Bauwerke in Abbeville sind im National Register of Historic Places (NRHP) eingetragen (Stand 20. März 2020), das Kennedy House, das Oates House und das Seaboard Coast Line Railroad Depot.

## Demografie
Das U.S. Census Bureau hat bei der Volkszählung 2020 eine Einwohnerzahl von 2.358 ermittelt.